# Andrew Poje
Andrew Poje (ur. 25 lutego 1987 w Kitchener) – kanadyjski łyżwiarz figurowy, startujący w parach tanecznych z Kaitlyn Weaver. Uczestnik igrzysk olimpijskich (2014, 2018), wicemistrz świata (2014), dwukrotny mistrz czterech kontynentów (2010, 2015), zwycięzca finału Grand Prix (2014, 2015) oraz 3-krotny mistrz Kanady (2015, 2016, 2019).

## Życie prywatne
Poje ma pochodzenie słowackie ze strony matki, która pochodzi z Bratysławy oraz słoweńskie. Jego babcią cioteczną była czechosłowacka łyżwiarka i trenerka Agnesa Wlachovská.

## Kariera
W sierpniu 2006 roku jego partnerką sportową została Amerykanka Kaitlyn Weaver. Weaver przeniosła się do Waterloo w Kanadzie, aby trenować z Andrew pod okiem trenera Paula McIntosha. Następnie przenieśli się do Toronto, gdzie ich głównym trenerem była Shae-Lynn Bourne dzieląc przy tym czas na treningi w Detroit SC z Pasquale Camerlengo i Anżeliką Kryłową. W 2009 roku Weaver otrzymała kanadyjskie obywatelstwo co umożliwiało im walkę o miejsce na igrzyskach.
Od początku wspólnej jazdy Weaver i Poje zdobywali medale mistrzostw Kanady na każdych zawodach mistrzowskich w których brali udział. Od sezonu 2009/2010 zaczęli także stawać na podium zawodów z cyklu Grand Prix. W 2010 roku zdobyli pierwszy tytuł mistrzów czterech kontynentów.
W 2014 roku zadebiutowali na Zimowych Igrzyskach Olimpijskich w Soczi, gdzie zajęli 7. miejsce. Sezon 2013/2014 zakończyli tytułem wicemistrzów świata 2014 w Saitamie. 
W kolejnych dwóch sezonach, pod nieobecność utytułowanych rodaków Virtue / Moir, byli niepokonani na zawodach krajowych – zdobywając dwa tytuły mistrzów Kanady oraz na zawodach z cyklu Grand Prix – wygrywając dwa złote medale finału Grand Prix. Na międzynarodowych zawodach mistrzowskich zdobyli drugi tytuł mistrzów czterech kontynentów 2015 i brązowy medal mistrzostw czterech kontynentów rok później oraz brązowy medal mistrzostw świata 2015 w Szanghaju.
Na igrzyskach olimpijskich 2018 w Pjongczangu zajmowali 8. miejsce po tańcu krótkim z notą 74,33 pkt. Za taniec dowolny otrzymali 107,65 pkt, co dało im notę łączną 181,98 pkt i ostatecznie siódme miejsce, co było powtórzeniem wyniku z poprzedniej Olimpiady. Na mistrzostwach świata w Mediolanie pobili swoje wszystkie dotychczasowe rekordy życiowe. Za taniec krótki otrzymali 78,31 pkt, za taniec dowolny 114,04 pkt, co wystarczyło do zdobycia brązowego medalu z rekordem życiowym 192,35 pkt.
W sezonie 2018/2019 Weaver i Poje zrezygnowali z udziału w zawodach Grand Prix i w tym czasie występowali w rewii łyżwiarskiej Thank You Canada Tour stworzonej przez Tessę Virtue i Scotta Moira. Po powrocie do zawodów zdobyli mistrzostwo Kanady i wicemistrzostwo czterech kontynentów.
20 czerwca 2019 ogłosili, że przerywają karierę na czas nieokreślony.

## Programy

### Z Kaitlyn Weaver
| Sezon   | Taniec rytmiczny (RD) | Taniec dowolny (FD) | Pokazy mistrzów |
| ------- | --- | --- | --- |

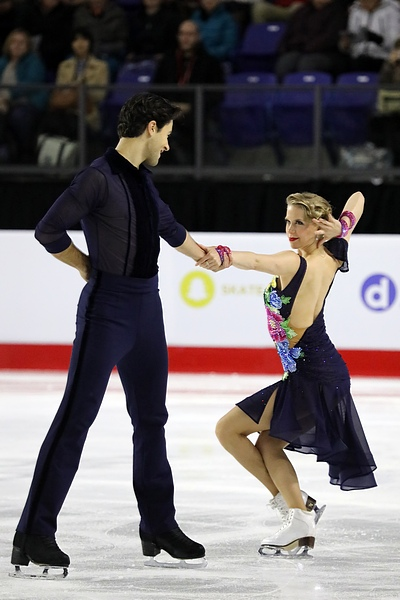
Taniec krótki Tango / Do You Only Wanna Dance ze wzorem Rhumba na mistrzostwach Kanady 2018

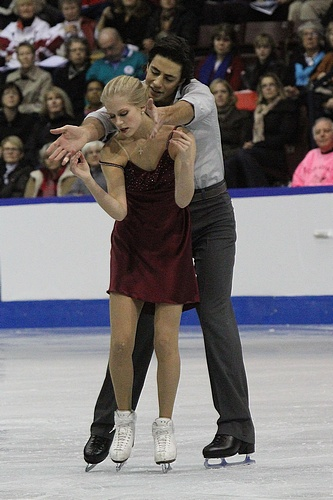
Taniec dowolny Je suis malade na zawodach Skate Canada International 2011

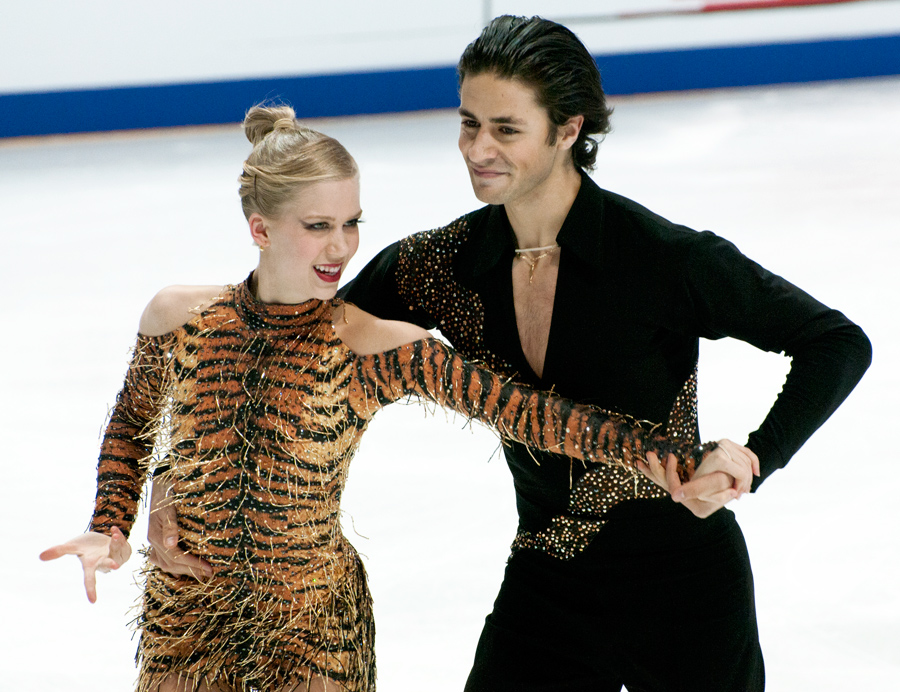
Taniec krótki na zawodach Rostelecom Cup 2011

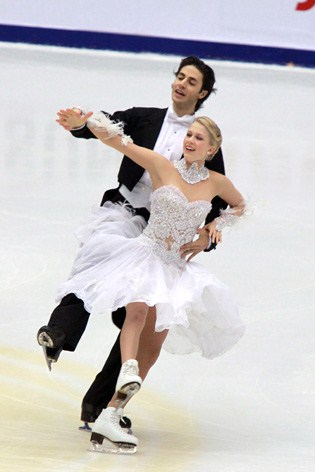
Taniec dowolny Phantasia na zawodach Cup of China 2009

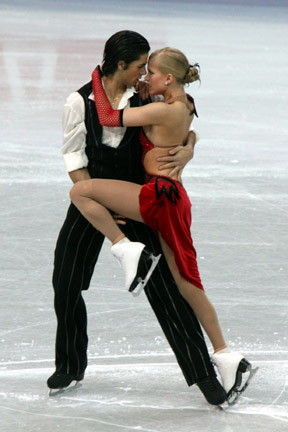
Taniec obowiązkowy Argentine Tango na mistrzostwach świata 2008

| 2018–19 | - Tango: Libertango – Astor Piazzolla choreografia: Igor Szpilband | - S.O.S. d'un terrien en detresse (z musicalu Starmania) – Luc Plamodon, Michel Berger, aranż. Maxime Rodriguez choreografia: Pascual Camerlengo | - I Wanna Dance with Somebody (Who Loves Me) – George Merrill, Shannon Rubicam, oryg. Whitney Houston |
| Sezon   | Taniec krótki (SD) | Taniec dowolny (FD) | Pokazy mistrzów |
| 2017–18 | - Bolero: Tango – Dianne Reeves - Mambo: Do You Only Wanna Dance (z filmu Dirty Dancing 2) – Julio Daivel Big Band, Cucco Peña choreografia: Nikołaj Morozow | - Je suis malade – Lara Fabian, oryg. Serge Lama - Spartakus – Aram Chaczaturian choreografia: Lori Nichol | - Tennessee Whiskey – Chris Stapleton, oryg. Dean Dillon, Linda Hargrove - Applause – Lady Gaga choreografia: Serge Onik - Kraina lodu medley – Kristen Anderson-Lopez, Robert Lopez - The Great Thaw - Let It Go - Unchained Melody – Alex North, Hy Zaret - The Love Inside (z musicalu Ghost the Musical) – David A. Stewart, Glen Ballard, Bruce Joel Rubin choreografia: Lori Nichol |
| 2016–17 | - Blues: The Way You Make Me Feel – Judith Hill, oryg. Michael Jackson - Hip hop: Dangerous – Michael Jackson - Hip hop: Jam – Michael Jackson - Blues: Black Velvet – Alannah Myles, oryg. Christopher Ward, David Tyson - Swing: Swingin' – LeAnn Rimes, oryg. John Anderson | - Concierto de Aranjuez – Joaquín Rodrigo | - Unchained Melody – Alex North, Hy Zaret - The Love Inside (z musicalu Ghost the Musical) – David A. Stewart, Glen Ballard, Bruce Joel Rubin choreografia: Lori Nichol - Baby, It's Cold Outside – Frank Loesser - The Way You Make Me Feel – Judith Hill, oryg. Michael Jackson - Dangerous – Michael Jackson - Jam – Michael Jackson - Get Low – Dillon Francis, DJ Snake              |
| 2015–16 | - Waltz: Nad pięknym modrym Dunajem – Johann Strauss II - Polka: Annen-Polka, Op. 117 - Waltz: Can’t Help Falling in Love – Elvis Presley - Foxtrot: Heartbreak Hotel – Elvis Presley choreografia: Pasquale Camerlengo                                                        | - This Bitter Earth - On the Nature of Daylight – Dinah Washington, Max Richter (mash-up) - Run – Ludovico Einaudi choreografia: Piotr Czernyszow, Shae-Lynn Bourne | - This Bitter Earth - On the Nature of Daylight – Dinah Washington, Max Richter (mash-up) - Get Low – Dillon Francis, DJ Snake - White Christmas – Elvis Presley, oryg. Irving Berlin - Heartbreak Hotel – Elvis Presley - Find You – Zedd - Kissing You – Des’ree choreografia: Shae-Lynn Bourne                                                                                         |
| 2014–15 | - Paso doble: La Virgen de la Macarena choreografia: Pasquale Camerlengo | - Cztery pory roku – Antonio Vivaldi, aranż. Max Richter - Koncert nr 1 E-dur „Wiosna” („La Primavera”) - Koncert nr 2 g-moll „Lato” („LʼEstate”) cz.I Allegro non molto - Koncert nr 2 g-moll „Lato” („LʼEstate”) cz.III Allegro - Koncert nr 4 f-moll „Zima” („LʼInverno”) choreografia: Shae-Lynn Bourne | - Kissing You – Des’ree choreografia: Shae-Lynn Bourne - A Song for You – Donny Hathaway choreografia: Linda Garneau - My Favorite Things – Rodgers and Hammerstein |
| 2013–14 | - Quickstep: 42nd Street – Finale – Harry Warren choreografia: Geoffrey Tyler | - María de Buenos Aires medley – Gidon Kremer, Astor Piazzolla - Alevare - Yo soy María - Milonga de la Anunciación choreografia: Pasquale Camerlengo, Shae-Lynn Bourne | - A Song for You – Donny Hathaway choreografia: Linda Garneau - María de Buenos Aires medley – Gidon Kremer, Astor Piazzolla - Ly-O-Lay Ale Loya – Sacred Spirit choreografia: Massimo Scali |
| 2012–13 | - The Sound of Music medley – Rodgers and Hammerstein - Waltz: Edelweiss - Polka: Do Re Mi - Waltz: Favorite Things - Polka: Do Re Mi | - Humanity in Motion – Nathan Lanier choreografia: Allison Holker | - Je suis malade – Lara Fabian, oryg. Serge Lama - Shake It Out – Florence and the Machine |
| 2011–12 | - Rumba: Historia de un Amor – Perez Prado - Samba: Batacuda – DJ Dero | - Je suis malade – Lara Fabian, aranż. Karl Hugo, oryg. Serge Lama | - Je suis malade – Lara Fabian, oryg. Serge Lama - Shake It Out – Florence and the Machine - Vole – Céline Dion - The Prayer – Josh Groban, Charlotte Church - Steppin' Out with My Baby – Irving Berlin |
| 2010–11 | - At Last – Etta James - Cheek to Cheek – Irving Berlin | - Moulin Rouge! medley – Nicole Kidman, Ewan McGregor, Jacek Koman - Sparkling Diamonds - Come What May - El Tango de Roxanne | - I Love Rock ’n’ Roll – Joan Jett, oryg. The Arrows |
| Sezon   | Taniec oryginalny (OD) | Taniec dowolny (FD) | Pokazy mistrzów |
| 2009–10 | - Spanish flamenco | - Phantasia – Andrew Lloyd Webber choreografia: Shae-Lynn Bourne, Pasquale Camerlengo | - The Prayer – Josh Groban, Charlotte Church |
| 2008–09 | - Swing Brother Swing - Harlem Nocturne – Conrad Korsch, Jonathan Smith | - Dr. Zhivago Suite – Maurice Jarre | - The Prayer – Josh Groban, Charlotte Church |
| 2007–08 | - Those Were the Days (wersja rosyjska) – Martin Lass | - Blues for Klook – Eddie Louis | - Those Were the Days (wersja rosyjska) – Martin Lass |
| 2006–07 | - Jeanne y Paul – Ástor Piazzolla - Verano Porteno (z filmu The Story of Tango) – Raul Garello | - One Fine Day (z opery Madame Butterfly) – Giacomo Puccini | - A Sunday Kind Of Love – Etta James |

## Osiągnięcia

### Z Kaitlyn Weaver
| Zawody                                | 06–07          | 07–08          | 08–09          | 09–10          | 10–11          | 11–12          | 12–13          | 13–14          | 14–15          | 15–16          | 16–17          | 17–18          | 18–19          |                |                |                |                |
| Międzynarodowe                        | Międzynarodowe | Międzynarodowe | Międzynarodowe | Międzynarodowe | Międzynarodowe | Międzynarodowe | Międzynarodowe | Międzynarodowe | Międzynarodowe | Międzynarodowe | Międzynarodowe | Międzynarodowe | Międzynarodowe | Międzynarodowe | Międzynarodowe | Międzynarodowe | Międzynarodowe |
| ------------------------------------- | -------------- | -------------- | -------------- | -------------- | -------------- | -------------- | -------------- | -------------- | -------------- | -------------- | -------------- | -------------- | -------------- | -------------- | -------------- | -------------- | -------------- |
| Igrzyska olimpijskie                  |                |                |                |                |                |                |                | 7              |                |                |                | 7              |                |                |                |                |                |
| Mistrzostwa świata                    | 20             | 17             |                |                | 5              | 4              | 5              | 2              | 3              | 5              | 4              | 3              | 5              |                |                |                |                |
| Mistrzostwa czterech kontynentów      |                | 5              | 5              | 1              | 4              | 3              |                |                | 1              | 3              | 5              |                | 2              |                |                |                |                |
| GP Finał Grand Prix                   |                |                |                |                | 5              | 4              |                | 5              | 1              | 1              |                |                |                |                |                |                |                |
| GP Internationaux de France           |                | 7              |                |                |                |                |                |                |                |                |                | 4              |                |                |                |                |                |
| GP Cup of China                       |                |                | 6              | 6              |                |                | 3              |                |                |                | 2              |                |                |                |                |                |                |
| GP NHK Trophy                         |                |                | 7              |                | 2              | 2              |                |                | 1              |                |                |                |                |                |                |                |                |
| GP Rostelecom Cup                     |                |                |                |                |                | 2              |                | 2              |                | 1              | 3              |                |                |                |                |                |                |
| GP Skate America                      |                |                |                |                | 4              |                | 3              |                |                |                |                |                |                |                |                |                |                |
| GP Skate Canada International         |                | 6              |                | 3              |                | 2              |                | 2              | 1              | 1              |                | 2              |                |                |                |                |                |
| CS Autumn Classic International       |                |                |                |                |                |                |                |                |                |                |                | 2              | 1              |                |                |                |                |
| CS Finlandia Trophy                   |                |                |                |                |                |                |                |                |                | 1              |                |                |                |                |                |                |                |
| CS Nebelhorn Trophy                   |                |                |                |                |                |                |                |                | 1              |                |                |                |                |                |                |                |                |
| Memoriał Ondreja Nepeli               |                |                |                |                |                |                | 1              |                |                |                |                |                |                |                |                |                |                |
| U.S. International Classic            |                |                |                |                |                |                |                | 2              |                |                |                |                |                |                |                |                |                |
| Międzynarodowe: Kategorie młodzieżowe |                |                |                |                |                |                |                |                |                |                |                |                |                |                |                |                |                |
| Mistrzostwa świata juniorów           | 3              |                |                |                |                |                |                |                |                |                |                |                |                |                |                |                |                |
| JGP w Czechach                        | 3              |                |                |                |                |                |                |                |                |                |                |                |                |                |                |                |                |
| JGP na Tajwanie                       | 3              |                |                |                |                |                |                |                |                |                |                |                |                |                |                |                |                |
| Krajowe                               |                |                |                |                |                |                |                |                |                |                |                |                |                |                |                |                |                |
| Mistrzostwa Kanady                    | 3              | 2              | 3              | 3              | 2              | 2              | WD             | 2              | 1              | 1              | 2              | 3              | 1              |                |                |                |                |
| Zawody drużynowe                      |                |                |                |                |                |                |                |                |                |                |                |                |                |                |                |                |                |
| World Team Trophy                     |                |                |                |                |                |                | 2 T 2 P        |                | 4 T 1 P        |                | 4 T 1 P        |                | 5 T 4 P        |                |                |                |                |
| Team Challenge Cup                    |                |                |                |                |                |                |                |                |                | 1 T 1 P        |                |                |                |                |                |                |                |

### Z Alice Graham
| Zawody                                | 04–05                                 | 05–06                                 |                                       |                                       |                                       |                                       |                                       |                                       |                                       |                                       |                                       |                                       |                                       |                                       |                                       |                                       |                                       |                                       |
| Międzynarodowe: Kategorie młodzieżowe | Międzynarodowe: Kategorie młodzieżowe | Międzynarodowe: Kategorie młodzieżowe | Międzynarodowe: Kategorie młodzieżowe | Międzynarodowe: Kategorie młodzieżowe | Międzynarodowe: Kategorie młodzieżowe | Międzynarodowe: Kategorie młodzieżowe | Międzynarodowe: Kategorie młodzieżowe | Międzynarodowe: Kategorie młodzieżowe | Międzynarodowe: Kategorie młodzieżowe | Międzynarodowe: Kategorie młodzieżowe | Międzynarodowe: Kategorie młodzieżowe | Międzynarodowe: Kategorie młodzieżowe | Międzynarodowe: Kategorie młodzieżowe | Międzynarodowe: Kategorie młodzieżowe | Międzynarodowe: Kategorie młodzieżowe | Międzynarodowe: Kategorie młodzieżowe | Międzynarodowe: Kategorie młodzieżowe | Międzynarodowe: Kategorie młodzieżowe |
| ------------------------------------- | ------------------------------------- | ------------------------------------- | ------------------------------------- | ------------------------------------- | ------------------------------------- | ------------------------------------- | ------------------------------------- | ------------------------------------- | ------------------------------------- | ------------------------------------- | ------------------------------------- | ------------------------------------- | ------------------------------------- | ------------------------------------- | ------------------------------------- | ------------------------------------- | ------------------------------------- | ------------------------------------- |
| JGP we Francji                        | 5                                     |                                       |                                       |                                       |                                       |                                       |                                       |                                       |                                       |                                       |                                       |                                       |                                       |                                       |                                       |                                       |                                       |                                       |
| JGP w Kanadzie                        |                                       | 8                                     |                                       |                                       |                                       |                                       |                                       |                                       |                                       |                                       |                                       |                                       |                                       |                                       |                                       |                                       |                                       |                                       |
| Krajowe                               |                                       |                                       |                                       |                                       |                                       |                                       |                                       |                                       |                                       |                                       |                                       |                                       |                                       |                                       |                                       |                                       |                                       |                                       |
| Mistrzostwa Kanady                    | 3 J                                   | 9                                     |                                       |                                       |                                       |                                       |                                       |                                       |                                       |                                       |                                       |                                       |                                       |                                       |                                       |                                       |                                       |                                       |

### Z Alexandrą Nino
| Zawody                                | 99–00                                 | 00–01                                 | 01–02                                 | 02–03                                 | 03–04                                 |                                       |                                       |                                       |                                       |                                       |                                       |                                       |                                       |                                       |                                       |                                       |                                       |                                       |
| Międzynarodowe: Kategorie młodzieżowe | Międzynarodowe: Kategorie młodzieżowe | Międzynarodowe: Kategorie młodzieżowe | Międzynarodowe: Kategorie młodzieżowe | Międzynarodowe: Kategorie młodzieżowe | Międzynarodowe: Kategorie młodzieżowe | Międzynarodowe: Kategorie młodzieżowe | Międzynarodowe: Kategorie młodzieżowe | Międzynarodowe: Kategorie młodzieżowe | Międzynarodowe: Kategorie młodzieżowe | Międzynarodowe: Kategorie młodzieżowe | Międzynarodowe: Kategorie młodzieżowe | Międzynarodowe: Kategorie młodzieżowe | Międzynarodowe: Kategorie młodzieżowe | Międzynarodowe: Kategorie młodzieżowe | Międzynarodowe: Kategorie młodzieżowe | Międzynarodowe: Kategorie młodzieżowe | Międzynarodowe: Kategorie młodzieżowe | Międzynarodowe: Kategorie młodzieżowe |
| ------------------------------------- | ------------------------------------- | ------------------------------------- | ------------------------------------- | ------------------------------------- | ------------------------------------- | ------------------------------------- | ------------------------------------- | ------------------------------------- | ------------------------------------- | ------------------------------------- | ------------------------------------- | ------------------------------------- | ------------------------------------- | ------------------------------------- | ------------------------------------- | ------------------------------------- | ------------------------------------- | ------------------------------------- |
| JGP w Jugosławii                      |                                       |                                       |                                       | 7                                     |                                       |                                       |                                       |                                       |                                       |                                       |                                       |                                       |                                       |                                       |                                       |                                       |                                       |                                       |
| JGP w Polsce                          |                                       |                                       |                                       |                                       | 5                                     |                                       |                                       |                                       |                                       |                                       |                                       |                                       |                                       |                                       |                                       |                                       |                                       |                                       |
| Krajowe                               |                                       |                                       |                                       |                                       |                                       |                                       |                                       |                                       |                                       |                                       |                                       |                                       |                                       |                                       |                                       |                                       |                                       |                                       |
| Mistrzostwa Kanady                    | 11 N                                  | 2 N                                   | 9 J                                   | 6 J                                   | 4 J                                   |                                       |                                       |                                       |                                       |                                       |                                       |                                       |                                       |                                       |                                       |                                       |                                       |                                       |